# 肖恩·洛克
肖恩·洛克（英語：Sean Lock，1963年4月22日—2021年8月16日）是英國的一位喜劇演員。他在2000年獲得英國喜劇獎。在成為喜劇演員之前他曾是一名工人。

## 外部連結
- 官方网站
- 肖恩·洛克 （页面存档备份，存于）在英國電影協會
- Sean Lock在互联网电影资料库（IMDb）上的資料（英文）
- Sean Lock writes the foreword for the novel Nappy Rash by Mark Kotting on Wrecking Ball Press ISBN 1-903110-16-5
- ShortList.com – Exclusive Sean Lock Interview 2008-12-12[永久]